# Chiesa di San Nicola (Ottana)
La chiesa di San Nicola è la parrocchiale di Ottana. Il tempio, ex cattedrale della diocesi di Ottana (soppressa nel 1503), è un insigne monumento in stile romanico.

## Storia
La diocesi di Ottana è documentata dal 1112. La cattedrale, intitolata a san Nicola di Mira, venne consacrata nel 1160 dal vescovo Zaccaria, come attesta la pergamena originale, ritrovata sotto l'altare maggiore nel 1912, che recita:
«ANNO AB INCARNATIONE DOMINI MCLX INDICTIONE OCTAVA EGO ZACHARIAS EPISCOPUS CONSECRAVI HANC ECCLESIAM AD HONOREM BEATI NICOLAI  CONFESSORIS ET BEATAE VIRGINIS ET SANCTORUM FABIANI ET SEBASTIANI RELIQUIAS INCLUSI».

## Descrizione

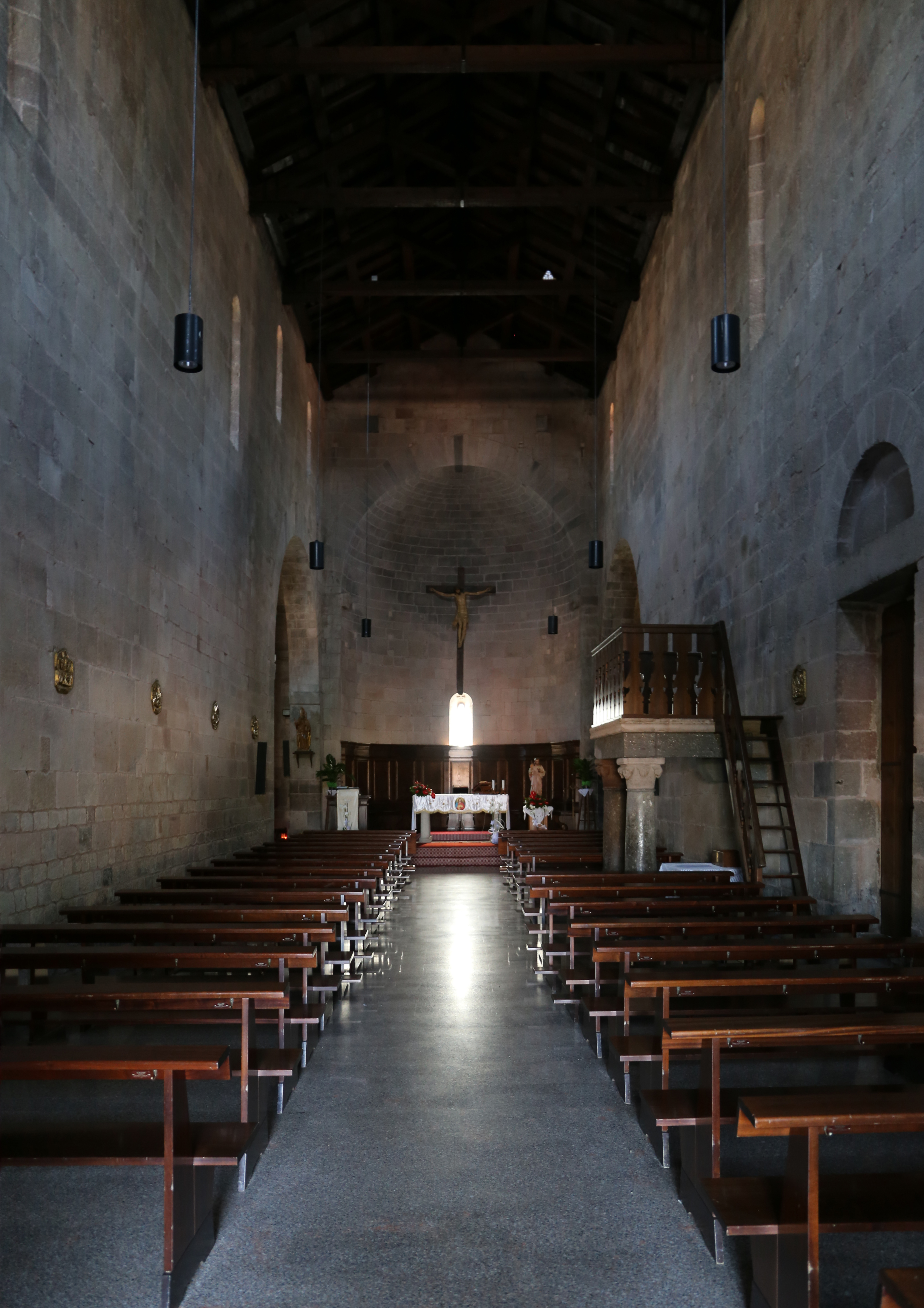
Interno

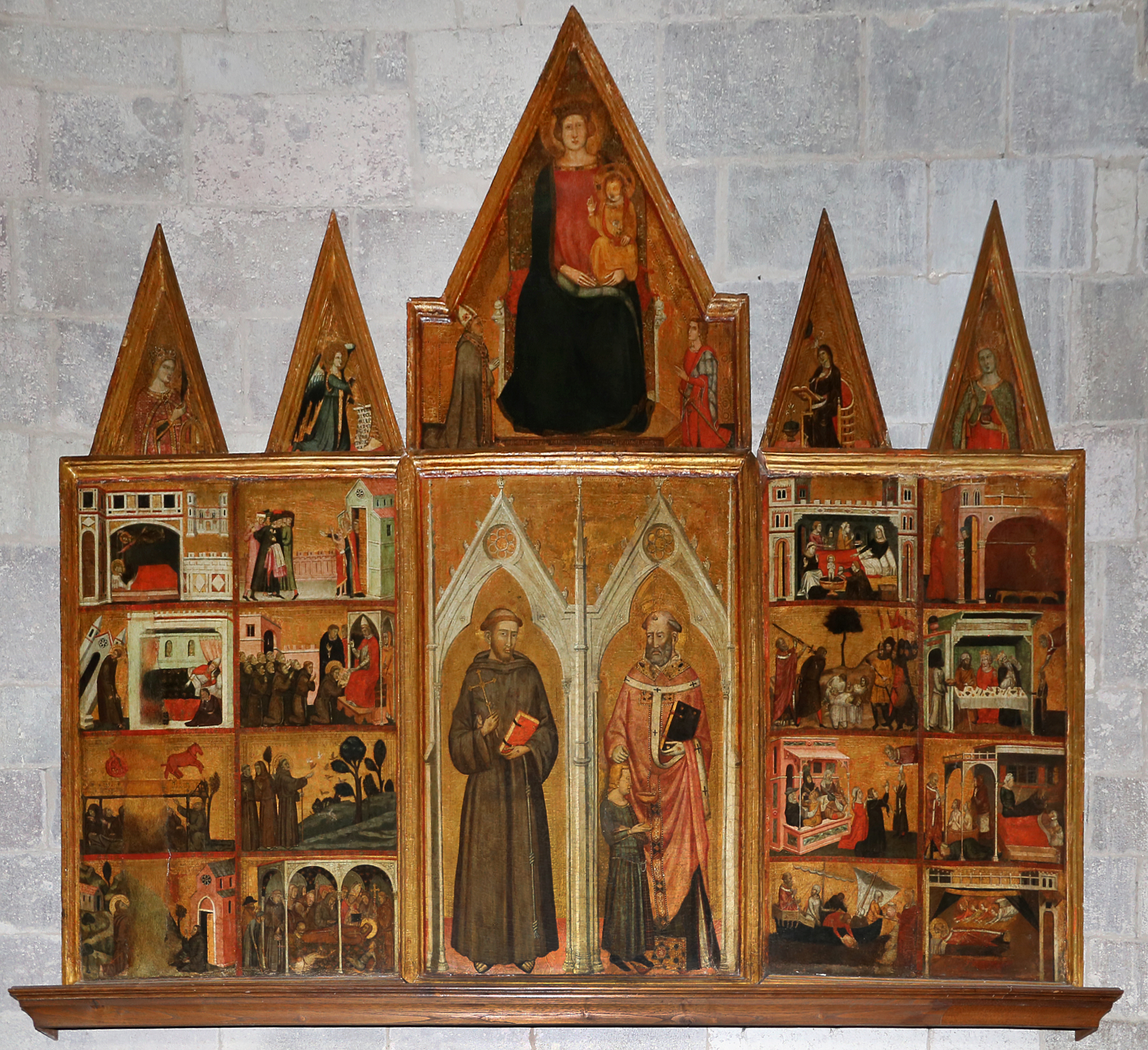
Il polittico

L'antica cattedrale è posta su una collinetta all'ingresso di Ottana. Si accede al sagrato da una scalinata creata di recente. La chiesa ha la facciata a capanna, alta e stretta e si sviluppa su tre ordini; l'ordine inferiore è diviso in tre specchi, con al centro il portale architravato e sormontato da un arco a tutto sesto. Come quello inferiore, anche il livello mediano è tripartito, con lesene che reggono tre arcatelle, di cui quelle laterali ospitano al loro interno dei rombi decorativi, mentre quella centrale include una bifora. Il livello superiore presenta una falsa loggia, costituita da cinque arcatelle su lesene; quest'area del prospetto è decorata da piccoli bacini ceramici. Lesene e archetti pensili scandiscono l'intero paramento esterno del tempio.
L'interno, con pianta a croce commissa o "a tau", è composta da una navata unica coperta con capriate lignee, e da due bracci voltati a botte e da un'abside semicircolare rivolta ad oriente. All'interno sono custoditi un crocifisso ligneo cinquecentesco, e nel braccio sinistro un polittico trecentesco, noto con il nome "pala di Ottana" o "dei santi Francesco d'Assisi e Nicola di Bari". L'opera, attribuita al Maestro delle tempere francescane (artista attivo a Napoli tra il 1330 e il 1345), presenta scene della vita dei santi Francesco e Nicola, dipinte a tempera su tavola; inoltre sono rappresentati anche due personaggi storici, identificati da un'iscrizione come il vescovo francescano di Ottana Silvestro e il donnicello (erede al trono giudicale), futuro Mariano IV d'Arborea. La presenza di questi personaggi permette di datare la pala tra 1339 ed il 1344.